# Lambiissi
Le lambiissi désigne en langue moré un plat cuisiné du Burkina Faso concocté à base de testicules de ruminants.

## Origine et appellations
Spécialité de Ouagadougou, le lambiissi y est aussi appelé rognon blanc. Spécialité populaire, la consommation du lambiissi est appréciée tant chez les hommes que chez les femmes malgré la connotation de virilité attachée à ce plat.

## Recettes et variétés
Il existe plusieurs variétés de lambiissi sautés à l’ail, grillés, en brochettes, au dolo, au riz, ou encore au vin. Le lambiissi peut être accompagné d'une pâte de haricot appelée gonré.